# Les Noces rouges
Les Noces rouges is een Franse misdaadfilm uit 1973 onder regie van Claude Chabrol.

## Verhaal
Lucienne, de vrouw van Paul Delamare, de burgemeester en deputé van Valençay, een Frans provincieplaatsje, begint een passionele verhouding met Pierre Maury, die onlangs de rechterhand van haar man geworden is. Een tijd later overlijdt Pierre's ziekelijke bedlegerige vrouw. Na de begrafenis biecht Pierre Lucienne op dat hij haar langzaam vergiftigd heeft.
Telkens als Paul enkele dagen in Parijs is voor zaken, zoekt Lucienne haar minnaar op en komt ze pas om 4 uur 's morgens thuis. Op een vroege morgen staat een achterdochtig geworden Paul haar op te wachten en ondervraagt hij haar tot ze hem de waarheid vertelt. Hij roept de geliefden samen en vertelt hen dat hun verhouding hem onverschillig laat, meer nog, dat dit hem eigenlijk goed uitkomt omdat hij op die manier zeker is van Pierre's medewerking en goedkeuring in een belangrijk politiek dossier. Beide geliefden voelen zich vernederd door de triomfantelijke Paul. Ze zinnen op wraak. 

## Rolverdeling
| Acteur            | Personage                                 |
| ----------------- | ----------------------------------------- |
| Stéphane Audran   | Lucienne Delamare                         |
| Michel Piccoli    | Pierre Maury                              |
| Claude Piéplu     | Paul Delamare                             |
| Clotilde Joano    | Clotilde Maury                            |
| Eliana de Santis  | Hélène Chevalier, de dochter van Lucienne |
| François Robert   | Auriol, de politiecommissaris             |
| Daniel Lecourtois | de prefect                                |